# Hôtel d'Hallwyl

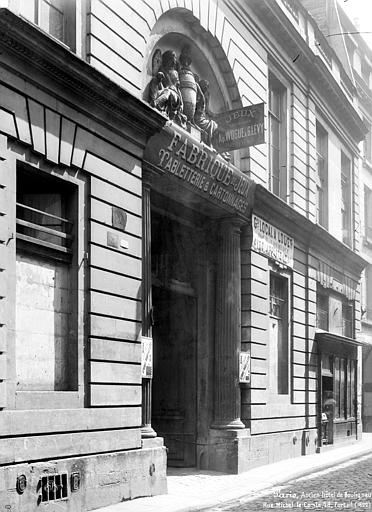

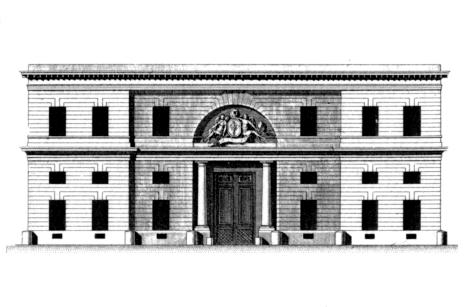

L'Hôtel d'Hallwyl è una costruzione del periodo neoclassico, progettata da Claude-Nicolas Ledoux. Si trova in rue Michel-le-Comte, nel III arrondissement di Parigi, nel quartiere del Marais.

## Storia
Si tratta dell'unica testimonianza rimasta del primo periodo di attività di Ledoux che realizzò vari hôtels particuliers prima dei grandi incarichi pubblici dei due decenni successivi.
Fu progettata nel 1760 per Franz-Joseph d'Hallwyll, colonnello della Garde Suisse. 
Fu quasi da subito abitato dal banchiere e ministro Jacques Necker. Nel palazzo nacque Madame de Staël figlia del ministro del re di Francia nel 1766. Dopo vari passaggi di proprietà, l'edificio perse le tante opere d'arte che vi erano custodite e per un periodo fu utilizzato come spazio commerciale.
Nel 1976 è stato dichiarato monumento storico di Francia.

## Architettura
La costruzione riutilizzò un edificio nobiliare preesistente, creando una facciata su strada simmetrica e monumentale che riprende alcuni stilemi dal Rinascimento italiano, come il bugnato a fasce. Il portale presenta colonne tuscaniche e un timpano a tutto sesto che contiene un rilievo con stemma e figure di Grazie.  
La pianta è organizzata intorno a una corte interna. Il palazzo era completato anche da un giardino e dalle scuderie.